# Filologia anglesa

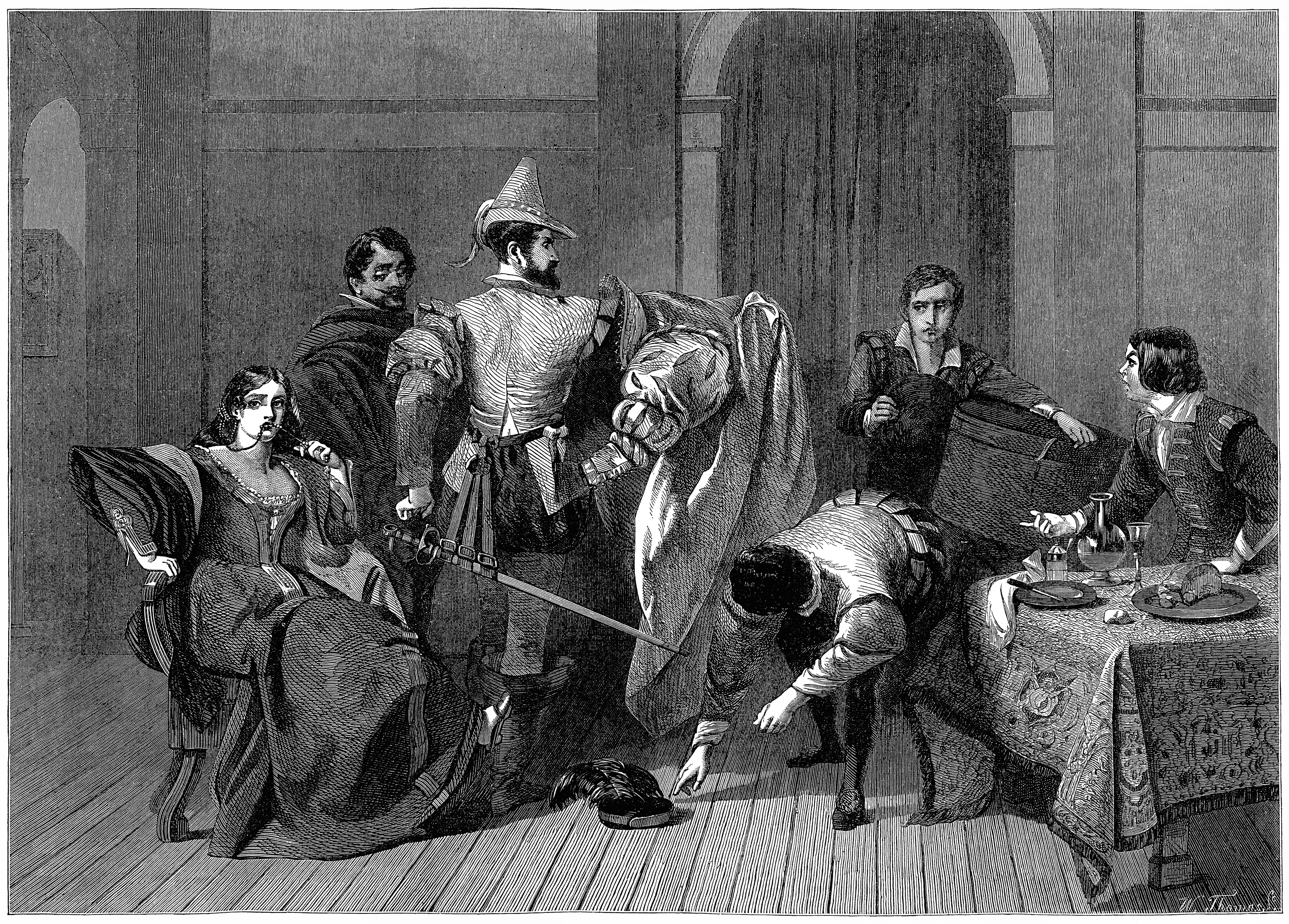
Escena de La feréstega domada de William Shakespeare

La filologia anglesa (en anglès English Philology o English Studies) és la branca de la filologia que s'ocupa de l'estudi de la llengua anglesa, de la seva literatura, i dels aspectes culturals i històrics de les principals societats angloparlants. L'objectiu d'aquests estudis és formar professionals que dominin els sistemes lèxic, semàntic, morfosintàctic i fonètic d'aquest idioma, amb la finalitat d'aprofundir en la cultura anglosaxona a través de la seva llengua i la seva literatura.
Per tal de facilitar l'aprenentatge, algunes de les assignatures s'imparteixen en anglès, combinant-ne la teoria amb l'anàlisi pràctic de texts. El títol inclou, a més, el coneixement d'altres aspectes de la cultura anglesa com ara la seva història, literatura o lingüística.
Els llicenciats en filologia anglesa estan capacitats per a desenvolupar funcions de:
- crítica literària i textual,
- correcció de texts i treballs relacionats amb el llenguatge,
- corrector literari a les editorials,
- assessor a les editorials,
- traductor,
- filòleg,
- lingüista,
- gramàtic,
- redactor o col·laborador en periòdics,
- producció literària,
- investigació en arxius i biblioteques,
- bibliotecari,
- documentalista.

Les ocupacions més freqüents són la docència, el turisme, la traducció i interpretació, el comerç, l'economia i les relacions internacionals.
Actualment, a l'Estat Espanyol, aquesta llicenciatura està essent reemplaçada pel Grau en Estudis anglesos per adaptar-se a l'Espai Europeu d'Ensenyament Superior.